# Scopula recurvinota
Scopula recurvinota là một loài bướm đêm trong họ Geometridae.